# Киренайка (плато)
Киренайка или Барка е плато в североизточната част на Либия, издигащо се в северната част на историко-географската област Киренайка. Най-високата му част носи названието Ел Ахдар и е с максимална височина 878 m. Северните му склонове стръмно се спускат към брега на Средиземно море, а южните са полегати и постепенно потъват в пясъците на Сахара. Изградено е от варовици със силно развити карстови форми. Климатът е средиземноморски, засушлив, с годишна сума на валежите до 450 mm. По северните му, по-влажни склонове виреят вечнозелени маки и малки горички, съставени от лаврово дърво, дъб, алепски бор, а на платото растителността е храстово-полупустинна. На северните му склонове са разположени градовете Ел Бейда и Ел Мардж, а на западното му подножие, на брега на Средиземно море – град Бенгази.